# Alajos Szokolyi

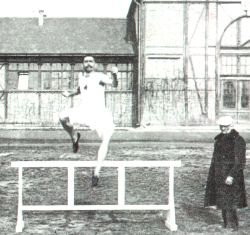
Alajos Szokolyi (1896)

Alajos Szokolyi [ˈɒlɒjoʃ ˈsokoji] (slowakisch: Alojz Sokol oder deutsch Aloisius Szokol; * 19. Juni 1871 in Kisgaram, Österreich-Ungarn; † 9. September 1932 in Bernecebaráti, Ungarn) war Teilnehmer der ersten Olympischen Sommerspiele 1896 in Athen.
Er wurde zusammen mit dem US-Amerikaner Francis Lane für das Königreich Ungarn beim 100-Meter-Lauf mit einer Zeit von 12,6 Sekunden Dritter. 1896 ging der Dritte eines Wettkampfes noch leer aus. Der Erste bekam eine Silber- und der Zweite eine Bronzemedaille. Die Zeitnehmer für den 100-m-Lauf stoppten nur die Zeit für die beiden Ersten. Die restlichen Zeiten wurden geschätzt. Beim ersten Ausscheidungsrennen der 100-Meter-Konkurrenz hatte er hinter Lane den zweiten Platz mit einer Zeit von 12,75 Sekunden belegt.
Beim Dreisprung wurde er mit einer Weite von 12,30 m Vierter. Im ersten Ausscheidungsrennen des 110-Meter-Hürdenlaufs wurde er Zweiter hinter dem Briten Grantley Goulding. Mit diesem Platz qualifizierte er sich für den Finallauf, bei dem er jedoch nicht antrat.
1896 wurde er ungarischer Meister über 100 Yards.